# Dawn Burrell
Dawn C. Burrell-Campbell (Filadelfia, 1º novembre 1973) è un'ex lunghista statunitense, campionessa mondiale indoor a Lisbona 2001.
È la sorella di Leroy Burrell, velocista statunitense ed ex primatista mondiale dei 100 metri piani.

## Palmarès
| Anno | Manifestazione    | Sede     | Evento         | Risultato | Prestazione | Note                                    |
| ---- | ----------------- | -------- | -------------- | --------- | ----------- | --------------------------------------- |
| 1992 | Mondiali juniores | Seul     | 100 m hs       | 7ª        | 13"79       |                                         |
| 1999 | Mondiali indoor   | Maebashi | Salto in lungo | 8ª        | 6,49 m      |                                         |
| 1999 | Mondiali          | Siviglia | Salto in lungo | 6ª        | 6,74 m      |                                         |
| 2000 | Giochi olimpici   | Sydney   | Salto in lungo | 10ª       | 6,38 m      |                                         |
| 2001 | Mondiali indoor   | Lisbona  | Salto in lungo | Oro       | 7,03 m      | Miglior prestazione mondiale stagionale |

## Campionati nazionali
- 1 volta campionessa nazionale del salto in lungo (1999)
- 4 volte campionessa nazionale indoor del salto in lungo (1997, 1998, 2000, 2001)

## Altre competizioni internazionali
1998
- 8ª alla Grand Prix Final ( Mosca), salto in lungo - 6,53 m

2000
- 7ª alla Grand Prix Final ( Doha), 100 m hs - 13"23
- Argento alla Grand Prix Final ( Doha), salto in lungo - 6,99 m w